# Amantina

Amantina

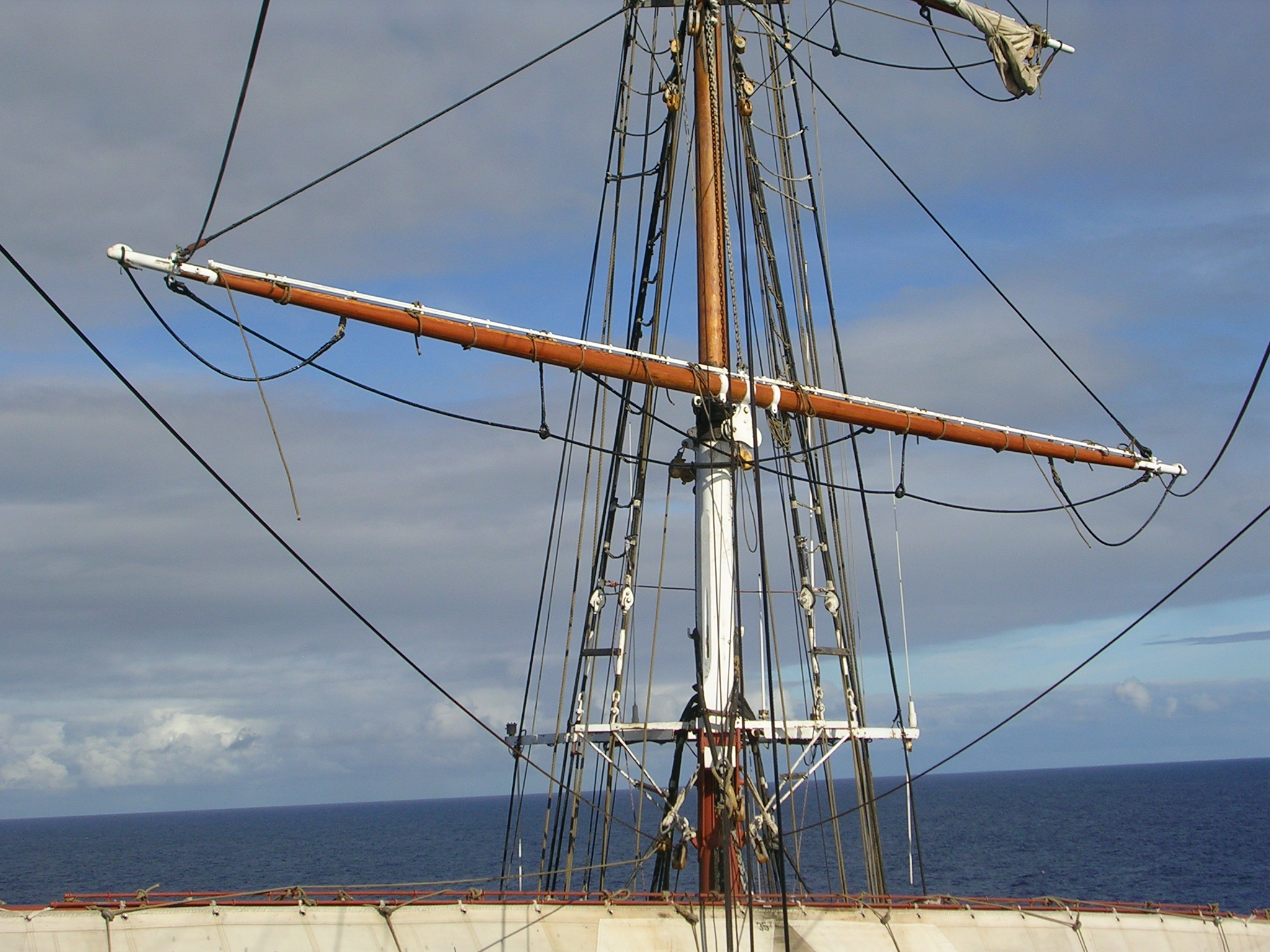
Verga d'un aparell rodó amb dues amantines

En nàutica, s'anomena  amantina  a una corda o cable subjecte per un extrem al penol d'una verga horitzontal i que, penjat des de la part superior del pal, serveix per mantenir aquesta verga en la posició correcta de treball, aguantant fins i tot el gran pes de la gent que es col·loca a sobre la verga quan s'ha d'aferrar o prendre rissos a la vela. En castellà "amantillo".
N'hi ha de dos tipus:
- senzill , consistent en un sol cable
- doble , quan són dos cables els que es subjecten a la verga com ara el de la botavara o bé un de sol passat per un bossell al penol de la verga.